# Lepidanthrax choristus
Lepidanthrax choristus är en tvåvingeart som beskrevs av Hall 1976. Lepidanthrax choristus ingår i släktet Lepidanthrax och familjen svävflugor.
Artens utbredningsområde är Sonora (Mexiko). Inga underarter finns listade i Catalogue of Life.